# Archibald Douglas (8e marquis de Queensberry)
Pour les articles homonymes, voir Archibald Douglas.
Archibald William Douglas, 8e marquis de Queensberry (18 avril 1818 - 6 août 1858), titré vicomte Drumlanrig entre 1837 et 1856, est un homme politique du Parti conservateur écossais. Il est contrôleur de la maison entre 1853 et 1856.

## Jeunesse
Douglas est le fils de John Douglas (7e marquis de Queensberry) et de Sarah Douglas, fille du major James Sholto Douglas. Il est connu sous le titre de courtoisie de vicomte Drumlanrig lorsque son père accède au marquisat de Queensberry en 1837.
Il joue au cricket de première classe pour le Marylebone Cricket Club en 1841.

## Carrière politique
Il est élu député pour Dumfriesshire en 1847. Au début de 1853, il est admis au Conseil privé et nommé Contrôleur de la Maison sous Lord Aberdeen poste qu'il occupe jusqu'en 1856, au cours de la dernière année sous la présidence de Lord Palmerston. En 1856, il succède également à son père au marquisat. Cependant, comme il s'agit d'une pairie écossaise, cela ne lui donne pas droit à un siège à la Chambre des lords. Il démissionne de la Chambre des communes au début de 1857. En dehors de sa carrière politique, il est également Lord-Lieutenant de Dumfriesshire de 1850 à 1858.

## Famille
Lord Queensberry épouse Caroline Margaret Clayton (1821-1904), fille du général William Clayton (5e baronnet), à Gretna Green, en Écosse, en 1840. Ils ont six enfants:
- Gertrude Georgiana Douglas (décédée en 1893), épouse Thomas Stock.
- John Douglas (marquis de Queensberry) (1844–1900), l'homme derrière les Règles du Marquis de Queensberry qui forment la base de la boxe moderne et, bien plus tard, la chute de l'auteur et dramaturge Oscar Wilde[1].
- Lord Francis William Bouverie Douglas (1847–1865), battu par AW Moore et parti un jour pour la première ascension de l'Ober Gabelhorn, tué une semaine plus tard lors de la première ascension réussie du Cervin.
- Archibald Edward Douglas (1850–1938).
- Florence Caroline Douglas (1855–1905) (jumelle), correspondante de guerre, écrivain de voyage et féministe.
- James Edward Sholto Douglas (1855–1891) (jumeau), épouse l'éleveuse de chevaux de course Martha Lucy Hennessy[4] en 1888. James s'est suicidé en 1891 en se tranchant la gorge avec un rasoir dans un hôtel de Londres.

Lord Queensberry est mort en chassant en août 1858 à l'âge de quarante ans, officiellement des suites de l'explosion de son arme. Cependant, l'événement est largement considéré comme un suicide. La marquise de Queensberry est morte en février 1904.